# Milton Abbas

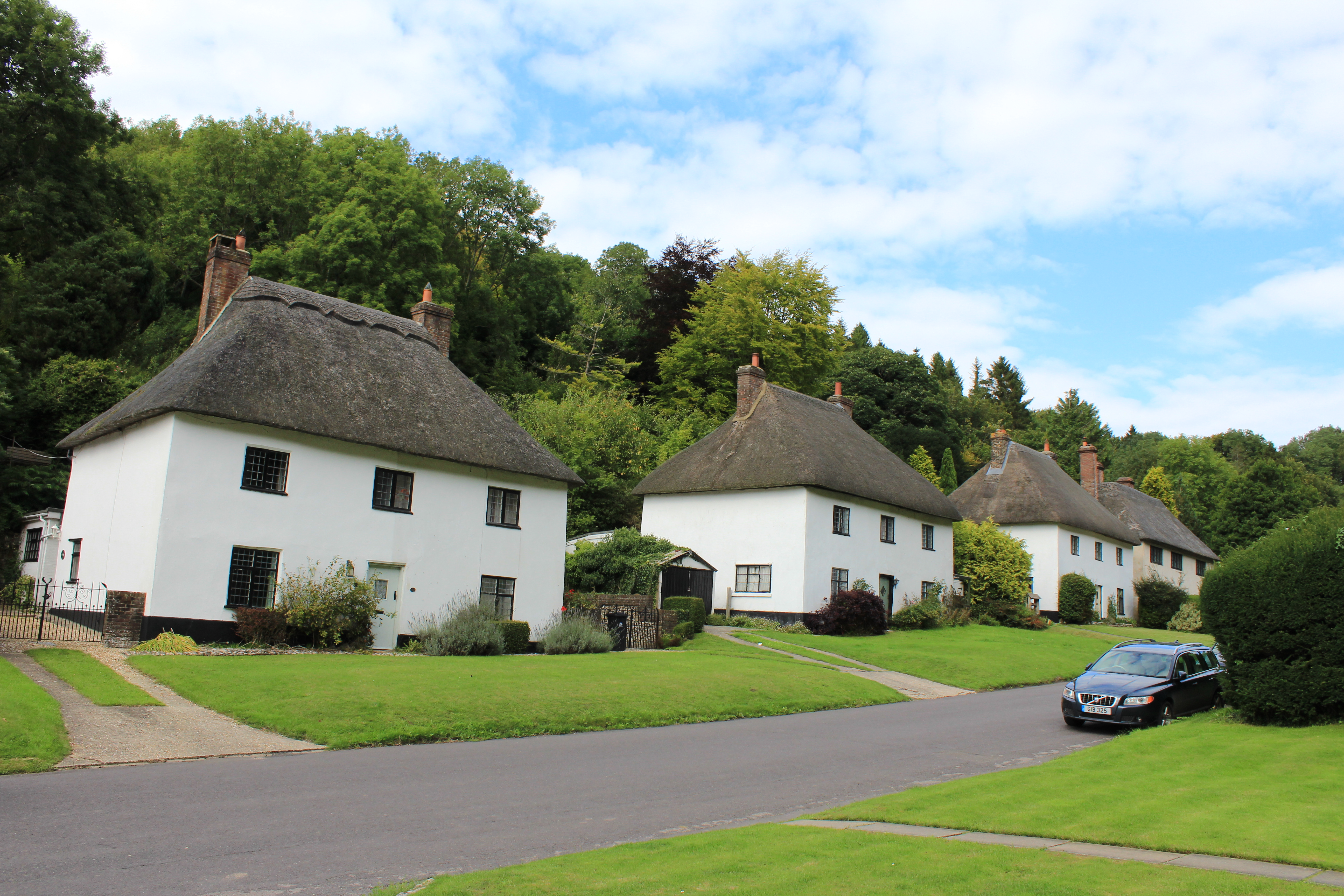

Milton Abbas es un pueblo situado en el condado de Dorset, al suroeste de Inglaterra, aproximadamente a siete millas (once kilómetros) al suroeste de Blandford Forum, y a once millas (dieciocho kilómetros) al noreste de Dorchester. El pueblo tiene una población de 766 habitantes, según datos de 2001 y está considerado como el primer asentamiento sobre plano de Inglaterra.
En 1780, Joseph Damer, Lord Milton, primer conde de Dorchester y propietario de la abadía de Milton (Milton Abbey), decidió demoler el vecino pueblo de Middleton al considerar que rompía con la estética de paz y ambiente rural que deseaba para la zona. Para ello encargó al arquitecto sir William Chambers y al paisajista Lancelot "Capability" Brown, que habían trabajado en la abadía y sus jardines, el diseño de un nuevo pueblo, Milton Abbas, situado en un valle boscoso llamado Luccombe Bottom, al sur de la abadía. Middleton fue destruido y convertido en llanura, y la mayoría de sus habitantes fueron realojados en la nueva villa.